# Zachaenus
A Zachaenus  a kétéltűek (Amphibia) osztályába, a békák (Anura) rendjébe és a Cycloramphidae családba tartozó nem.

## Elterjedése
A nembe tartozó fajok Dél-Amerikában honosak.

## Rendszerezésük
A Zachaenus nembe az alábbi fajok tartoznak:
- Zachaenus carvalhoi Izecksohn, 1983
- Zachaenus parvulus (Girard, 1853)